# Copera chantaburii
Copera chantaburii är en trollsländeart som beskrevs av Syoziro Asahina 1984. Copera chantaburii ingår i släktet Copera och familjen flodflicksländor. IUCN kategoriserar arten globalt som livskraftig. Inga underarter finns listade i Catalogue of Life.